# リンゼイ・グーリン
リンゼイ・タイソン・グーリン（Lindsay Tyson Gulin, 1976年11月22日 - ）は、アメリカ合衆国・ニューヨーク州サフォーク郡出身のプロ野球選手（投手）。台湾球界での登録名は、格林。

## 来歴・人物

### アメリカ球界時代
1995年のMLBドラフトでニューヨーク・メッツから16巡目指名を受けて契約。
高校時代は、オーバースローから140km/h前半のキレの良いストレートと大きく割れるカーブを駆使した投球スタイルで、完全試合1回、ノーヒットノーラン2回を達成するなどメジャーのスカウトも注目する本格派左腕だった。しかし、マイナーリーグではA級より上に上がることができず、シアトル・マリナーズのジェイミー・モイヤーの投球を参考にして現在のスタイルを編み出した。その後、AAA級までトントン拍子に昇格しノーヒットノーランを達成した。
当時福岡ダイエーホークスの監督だった王貞治が2003年の日本シリーズで阪神タイガースと戦った際に、ジェフ・ウィリアムスや吉野誠のような左のサイドスローの投手に苦しめられたことから、「ウィリアムスみたいな投手が欲しい」とスカウトに要望を出したことがきっかけだったが、どういうわけか横から投げることはあったが投球スタイルが正反対といっていいグーリンを獲得することとなった。

### ダイエー・ソフトバンク時代
2004年にダイエーに入団後は後述ののらりくらりとした投法で日本の打者も翻弄し、前半戦で6勝をマーク。2004年6月7日の王の監督通算1000勝目となった試合で勝利投手となっている。後半戦も先発ローテーション投手として活躍し二桁勝利も見えていたが、8月に左手親指付近に打球が当たるというアクシデントで離脱し、8勝止まりだった。いてまえ打線とも呼ばれ強打を売りにしていた近鉄には強く、8勝のうち4勝が近鉄からだった。その反面ロッテは苦手としており、4試合に登板し0勝2敗だった。
2005年は、親会社がダイエーからソフトバンクに変わりトニー・バティスタ、ホルベルト・カブレラ、ペドロ・フェリシアーノらが加入したため、外国人枠の関係(1軍に登録できるのは4人まで)で活躍の場を奪われ、一軍登板はなかった。モチベーションの低下もあり、二軍でも防御率5点台後半という不振にあえぎ、そのままシーズンオフに戦力外通告を受けた。横浜ベイスターズなどの他球団が獲得へ興味を示したが、本人の意向もありアメリカ球界に復帰した。

### ソフトバンク退団後
マリナーズとマイナー契約を結びメジャーのキャンプに招待選手として参加したが（このとき日本でバッテリーを組んだ城島健司と再会している）、メジャー昇格はならなかった。
その後、アメリカ独立リーグのアメリカン・アソシエーションに加盟しているリンカーン・ソルトドッグスに入団し、2006年前期は7勝1敗、防御率1.66、69奪三振の成績でハーラートップの成績を挙げ、ソルトドッグスの前期優勝に貢献している。後期も好調で、トータルでは13勝2敗、防御率2.10、104奪三振とエースとして活躍した。プレーオフでも第1戦に登板し9回2失点で完投勝利を記録している。
2007年は、ミルウォーキー・ブルワーズとマイナー契約を結んだ。同年は主に傘下のAA級ハンツビル・スターズでプレーし、2008年はAAA級のナッシュビル・サウンズに昇格し、AAA級のオールスターゲームに選出されている。2009年もAAA級で年間を通して先発で起用されたがメジャー昇格はならなかった。
2010年3月29日、台湾・中華職業棒球大聯盟（CPBL）の興農ブルズと契約。登録名は「格林」。しかし、結果を残せず、5月5日に戦力外通告を受けた。
2011年、5年ぶりにソルトドッグスに復帰した。9試合に先発したが1勝7敗防御率5.94と不振でシーズン途中に解雇され、同年限りで現役引退。
現在はベルビューバドミントンクラブのコーチを務めている。

## 詳細情報

### 年度別投手成績
| 年 度     | 球 団     | 登 板 | 先 発 | 完 投 | 完 封 | 無 四 球 | 勝 利 | 敗 戦 | セ 丨 ブ | ホ 丨 ル ド | 勝 率 | 打 者 | 投 球 回 | 被 安 打 | 被 本 塁 打 | 与 四 球 | 敬 遠 | 与 死 球 | 奪 三 振 | 暴 投 | ボ 丨 ク | 失 点 | 自 責 点 | 防 御 率 | W H I P |
| --------- | --------- | ----- | ----- | ----- | ----- | -------- | ----- | ----- | -------- | ----------- | ----- | ----- | -------- | -------- | ----------- | -------- | ----- | -------- | -------- | ----- | -------- | ----- | -------- | -------- | ------- |
| 2004      | ダイエー  | 17    | 17    | 0     | 0     | 0        | 8     | 3     | 0        | --          | .727  | 446   | 99.2     | 126      | 11          | 35       | 1     | 4        | 69       | 2     | 3        | 49    | 47       | 4.24     | 1.62    |
| 2010      | 興農      | 6     | 2     | 0     | 0     | 0        | 0     | 1     | 2        | 0           | .000  | 73    | 15.1     | 22       | 1           | 7        | 0     | 1        | 9        | 3     | 0        | 10    | 10       | 5.87     | 1.89    |
| NPB：1年  | NPB：1年  | 17    | 17    | 0     | 0     | 0        | 8     | 3     | 0        | --          | .727  | 446   | 99.2     | 126      | 11          | 35       | 1     | 4        | 69       | 2     | 3        | 49    | 47       | 4.24     | 1.62    |
| CPBL：1年 | CPBL：1年 | 6     | 2     | 0     | 0     | 0        | 0     | 1     | 2        | 0           | .000  | 73    | 15.1     | 22       | 1           | 7        | 0     | 1        | 9        | 3     | 0        | 10    | 10       | 5.87     | 1.89    |

### 記録
NPB
- 初登板・初先発：2004年4月2日、対千葉ロッテマリーンズ1回戦（千葉マリンスタジアム）、7回4失点（自責点2）
- 初奪三振：同上、1回裏に波留敏夫から見逃し三振
- 初勝利・初先発勝利：2004年4月6日、対大阪近鉄バファローズ3回戦（大阪ドーム）、6回3失点

### 背番号
- 63 （2004年 - 2005年）
- 26 （2010年）